# Rowland Flat
Rowland Flat är en ort i Australien. Den ligger i kommunen Barossa och delstaten South Australia, omkring 49 kilometer nordost om delstatshuvudstaden Adelaide. Antalet invånare är 363.
Närmaste större samhälle är Gawler, omkring 17 kilometer väster om Rowland Flat.
Trakten runt Rowland Flat består till största delen av jordbruksmark. Runt Rowland Flat är det glesbefolkat, med 13 invånare per kvadratkilometer. Genomsnittlig årsnederbörd är 593 millimeter. Den regnigaste månaden är juli, med i genomsnitt 95 mm nederbörd, och den torraste är december, med 13 mm nederbörd.